# Hornby Island
Hornby Island ist eine Insel in der kanadischen Provinz British Columbia. Sie gehört zu den in der Straße von Georgia zwischen dem kanadischen Festland und Vancouver Island liegenden Gulf Islands. Von ihrer westlichen Nachbarinsel Denman Island ist sie durch den etwa 1,5 Kilometer breiten Lambert Channel getrennt.
Hornby Island ist 6 Kilometer lang und bis zu 3,5 Kilometer breit. Ihr höchster Punkt, der 310 Meter hohe Mount Geoffrey, befindet sich im Osten der Insel.
Im Jahr 2011 hatte Hornby Island 1074 Bewohner. Die Insel gehört dabei zum Comox Valley Regional District. Der Hauptteil der Einwohner lebt in mehreren kleinen Ansiedlungen an der Nordostküste, der Südküste und der Nordwestküste nahe dem Fährterminal. Im Inneren der Insel finden sich überwiegend einzeln stehende Häuser auf den alten Farmgrundstücken.

## Geschichte
Benannt wurde die Insel, in den Jahren um 1850 durch die Hudson’s Bay Company, nach dem britischen Admiral Phipps Hornby. Dieser war von 1847 bis 1851 Befehlshaber der Royal Navy Pazifik Schwadron im nahegelegenen Esquimalt. Die Briten waren jedoch nicht die ersten Entdecker der Insel. Bereits 1791 hatte eine Expedition unter der Leitung von José María Narváez die Insel entdeckt. Unter diesem erhielt die Insel, zusammen mit Denman Island, den Namen Islas de Lerena. Vor dem Eintreffen der europäischen Entdecker und Siedler war die Insel jedoch bereits von First Nations, vom Stamm der Pentlatch besiedelt. In deren Sprache hieß die Insel Ja-dai-aich, was sich mit Die äußere Insel übersetzen lässt.
Die Besiedlung der Insel war wechselhaft. Die zuerst auf der Insel lebenden Pentlatch starben hier etwa um 1860 aus, so dass die Insel bei der Ankunft der ersten europäischen Siedler unbewohnt war. In den nächsten 100 Jahren wuchs die Bevölkerung auf der Insel auf rund 150 Einwohner an. Diese lebten hauptsächlich von Land- und Forstwirtschaft sowie Fischerei. Nach 1960 wuchs die Einwohnerzahl dann in den nächsten 35 Jahren auf rund 1000 Einwohner an und liegt dort nun stabil. Die nun hinzugezogenen leben vielfach vom Kunsthandwerk.

## Verkehr
Hornby Island ist regulär nur mit Fähren der BC Ferries zu erreichen. Diese verkehren vom Gravelly Bay Ferry Terminal auf Denman Island zum Shingle Spit Ferry Terminal auf Hornby Island.
Einen offiziellen Wasserflugplatz gibt es auf bzw. um die Insel nicht, jedoch ist eine entsprechende Landung trotzdem möglich. Auf Grund der schroffen Küstenlinie ist ein Anlegen jedoch nur nahe dem Fährterminal möglich.

## Parks
Neben verschiedenen kommunalen Parks finden sich auf der Insel auch mehrere Provincial Parks. Dies sind neben dem Helliwell Provincial Park, der Mount Geoffrey Escarpment Provincial Park und der Tribune Bay Provincial Park. Diese drei Parks schützen etwa 25 % der Inselfläche.